# رمد تعاطفي
الرمد التعاطفي (بالإنجليزية: Sympathetic ophthalmia) ويُدعى اختصارًا SO، هو التهاب العنبية الورمي الحبيبي (نوع من الالتهابات) في العينين بعد الإصابة بكدمة في العين. وقد يؤدي المرض إلى أن يفقد المريض البصر تماماً. قد تظهر الأعراض خلال فترة الأيام إلى عدد من الأعوام بعد إصابة العين. راجع أيضاً المقالات من إعداد دامكيو وآخرون. (2005)،شو وفوستر (2002)، وفريدلاندر وآخرون (2001).

## تاريخ المرض
يمكن العثور على أوصاف مرض الرمد التعاطفي في النصوص اليونانية (ألبرت ودياز روهينا، 1989) ، الفهم الحديث لمرض الرمد التعاطفي ينشأ عن أعمال ويليام ماكينز الذي استطاع تمييز وتسمية مرض الرمد التعاطفي. في ذلك الوقت، كان الزئبق الفمي والعلفة يستخدمان يستخدم في الملتحمة كأدوية لعلاج مرض الرمد التعاطفي.
ومن المعتقد أن لويس برايل الذي أصيب في عينه اليسرى وهو طفل صغير، فقد البصر في العين اليمنى نتيجة الإصابة بمرض الرمد التعاطفي. كما أن فقدان جيمس ثروبر لبصره وهو بالغ تم تشخيصه أيضاً بأنه مرض الرمد التعاطفي نتيجة فقدانه إحدى عينيه عندما كان في السادسة من عمره.

## السمات الطبية
البقع الطافية وفقدان التكيف من بين الأعراض الأولى للمرض. قد يتقدم بحيث يصبح التهاب في القزحية مصحوباً بألم ورهاب الضوء. وبصفة عامة لا تشكو العين نسبياً بينما ينتشر مرض الالتهاب في منطقة العنبية. مع ذلك، فإن شبكية العين تظل بعيدة عن الإصابة بالمرض، على الرغم من تجمع الكريات المحيطة بأوعية الشبكية، مع احتمال التهاب في الخلايا. من بين الأعراض التي قد تصاحب مرض الرمد التعاطفي، وذمة حليمة العصب البصري والجلوكوما الثانوية والبهاق والشمط الذي يصيب رموش العينين.
في حوالي 80 % من الحالات المرضية تقريباً، تظهر العنبية خلال 2-12 أسبوعاً بعد الإصابة بالمرض، وتظهر نسبة 90% من الحالات خلال 1 عام تقريباً من بداية الإصابة بالمرض. مع ذلك، تم الإبلاغ عن الإصابة بحالات منفصلة خلال 1 أسبوع فقط (2003) أو خلال 66 يوماً بعد الإصابة المبدئية بالمرض (زهاري وآخرون، 1984).

## الوبائيات
يتميز مرض الرمد التعاطفي بأنه نادر، وله تأثير على 0.2% إلى 0.5 من إصابات العيون غير الجراحية، وبأقل من 0.1 من الجروح التي تخترق العين. ليست هناك فروق أو اختلاف في المرض فيما يتعلق بالنوع ولي هناك خلافات عنصرية في حدوث مرض الرمد التعاطفي.

## الفسيولوجيا المرضية
من المعتقد أن يكون مرض الرمد التعاطفي استجابة لالتهاب المناعة الذاتية نتيجة المستضدات الحيوية البصرية، وخاصة فرط الحساسية للمركبات التي تحتوي على مادة الميلانين من الأجزاء الخارجية من طبقة المستقبلة الضوئية من الشبكية. يتم إدخال نظام المناعة الذي لا يتعرض عادة للمستضدات الحيوية البصرية، إلى محتويات العنين بعد الإصابة برضوض في العينين. وبمجرد أن يتعرض للمستضدات الحيوية، فهو يستشعر هذه المستضدات باعتبارها دخيلة ويبدأ في مهاجمتها. يمكن أن تكون بداية هذه العملية من عدة أيام إلى أعوام بعد وقوع الحدث الصدمي.

## التشخيص
التشخيص هو تشخيص إكلينيكي، يسعى إلى التعرف على تاريخ إصابة العين. أما التشخيص التفاضلي الهام فهو تزامن أعراض فوجت كوبانجي هارادا (VKH)، التي من المعتقد أن يكون لها نفس الأمراض بدون أن يكون لها تاريخ جراحي أو الإصابة المخترقة للعين.
بالرغم من أنها مجرد اختبارات تجريبية، فإن الاختبارات الجلدية التي أجريت باستخدام عصارات قابلة للذوبان من النسيج الآدمي أو نسيج حيوان الثور يقال بأنها تؤدي بوضوح إلى تأخير فرط الحساسية لدى المرضى. بالإضافة إلى ذلك، فإن تداول المضادات الحيوية لكشف المستضدات الحيوية قد ظهرت لدى المرضى الذين يعانون من مرض الرمد التعاطفي ومرض VKH، وكذلك مرض التهاب العنبية، مما يجعل ذلك لا يعدو أن يكون محاولة لمرض الرمد التعاطفي ومرض VKH.

## الوقاية والعلاج
تتطلب الوقاية من مرض الرمد التعاطفي سرعة (خلال 7 إلى 10أيام الأولى بعد الإصابة بالمرض) تطعيم العين المصابة. الاستئصال – من السهل إجراء إزالة محتويات كرة العين مع ترك الحلقة الصلبة والعضلات خارج العين، وهو ما يساعد على استقرار العين لفترة طويلة، كما أنه مقبول من الناحية الجمالية. مع ذلك تظهر المخاوف من أن الاستئصال قد يؤدي إلى زيادة نسبة الإصابة بمرض الرمد التعاطفي مقارنة بالتطعيم (مراجعة ميجليوري، 2002).. مع ذلك فغن هناك عدد من الدراسات الاستعادية تشمل ما يزيد عن 3000 من عمليات الاستئصال، قد فشلت في تحديد حالة واحدة فقط من حالات الرمد التعاطفي.
ونظراً لأن مرض الرمد التعاطفي نادراً ما يحدث بعد إصابة العين، حتى بعد استعادة العين المصابة إلى حالتها، فإن الخيار الأول للعلاج قد لا يتضمن التطعيم أو الاستئصال، خاصة إذا كان هناك احتمال بأن العين المصابة قد تستعيد وظيفتها (جوردال وآخرون، 2002) بالإضافة إلى ذلك، وباستخدام الأساليب المتقدمة الحديثة، فقد زاد احتمال الشفاء من حالات الإصابة التي كان يتعذر الشفاء منها في الماضي.
تمثل المعالجة الكابتة للمناعة الركيزة الأساسية لعالج مرض الرمد التعاطفي. عبد بدء العلاج فور حدوث الإصابة، تكون أكثر فعالية في التحكم في الالتهاب وزيادة نسبة الشفاء.. ويمكن علاج الحالات المتوسطة باستخدام الكورتيسترويد وتوسيع الحدقة. أما الحالات الحادة أو الحالات المتقدمة فتتطلب استخدام الكورتيسترويد على مدى أشهر وأعوام. والمرضى الذين لا يقبلون الكورتيسترويد أو يتعرضون لآثار جانبية نتيجة العلاج بالكورتيسترويد لمدة على المدى البعيد (تخلخل العظم والتمزق المرضي واضطرابات في الحالة النفسية، وغير ذلك)، فهم مرشحون للعلاج باستخدام دواء كلورامبوسيل، أو سيكلوفسمايد أو سيكلوسبورين.

## الحالات المصاحبة
- تزامن فوجت هويانجي هارادا